# Клермон сир Локе
Клермон сир Локе (фр. Clermont-sur-Lauquet) насеље је и општина у јужној Француској у региону Лангдок-Русијон, у департману Од која припада префектури Лиму.
По подацима из 2011. године у општини је живело 26 становника, а густина насељености је износила 1,42 становника/km². Општина се простире на површини од 18,29 km². Налази се на средњој надморској висини од 500 метара (максималној 705 m, а минималној 338 m).

## Демографија
| 1962. | 1968. | 1975. | 1982. | 1990. | 1999. | 2011. |
| ----- | ----- | ----- | ----- | ----- | ----- | ----- |
| 24    | 26    | 27    | 29    | 22    | 26    | 26    |

График промене броја становника у току последњих година